# Atプラス
atプラスは、太田出版刊行の季刊誌。「思想と活動」という副題が付いている。“事象を原理と歴史から読み解く「思想」と、個々人の自立と協同から生み出される「活動」に焦点をあてる。考えながら行動し、行動しながら考えるひとのための雑誌”。2009年8月創刊。編集長は太田出版取締役の落合美砂。
2005年5月に創刊された『季刊at』（オルター・トレード・ジャパンが発行体となり太田出版が発売を担当していた）の後続誌。

## 主な連載
- 柄谷行人『Dの研究』 ･･･『世界共和国へ』『世界史の構造』以降、柄谷が追求してきた「交換様式論」の延長にある。アソシエーションという社会構成体の交換様式上の対応物である「D（互酬、再分配などと違って名前はまだ無い）」についての考察。本連載が中国の中山大学の研究者たちに注目され、日本ではさほど話題になっていないのに彼らの間では討議され、連載中断後に柄谷が当大学を訪れた時に続きを書いてほしいと頼まれ、柄谷は連載の続きを執筆中だが、完成するまで公表するつもりもなく、出来れば中国語で先に公開したいとのこと[2]。
- 山崎亮『コミュニティデザインの源流』 ･･･美的関心から社会運動へと接近したウィリアム・モリスやラスキンに影響を与えたロバート・オウエンやトーマス・カーライルの評伝集。
- いがらしみきお 漫画『誰でもないところからの眺め』[3]